# Brac d'Alvèrnia
El brac d'Alvèrnia és una raça de gos originària de l'àrea muntanyenca del departament de Cantal, a la regió històrica d'Alvèrnia, França. Es tracta d'un gos de caça versàtil de tipus perdiguer que descendeix d'antics tipus de gossos caçadors d'aquesta regió.
El brac d'Alvèrnia és un gos fort, d'entre 53 i 63 cm a la creu amb un cap gran, orelles llargues i llavis pendulants. Sol tallar-se-li la cua cap a la meitat de la seva longitud. El seu mantell curt i llustrós és blanc amb taques negres que donen una impressió blavosa juntament amb altres taques negres grans. El cap i les orelles són sempre negres.
El brac d'Alvèrnia és un company viu, sensible, obedient i afectuós. Intel·ligent i de bona naturalesa, és un bon gos en la família i un excel·lent company de caça que es porta bé amb altres gossos. Es tracta d'un gos caçador per naturalesa que treballa a prop dels seus companys, buscant-los freqüentment. Aquest tracte proper, combinat amb la seva naturalesa gentil i el desig d'agradar el converteixen en un gos de mostra molt fàcilment domesticable. Li va bé una bona quantitat d'exercici per exercitar el seu cos, olfacte i ment.